# حيوانات خاشبة

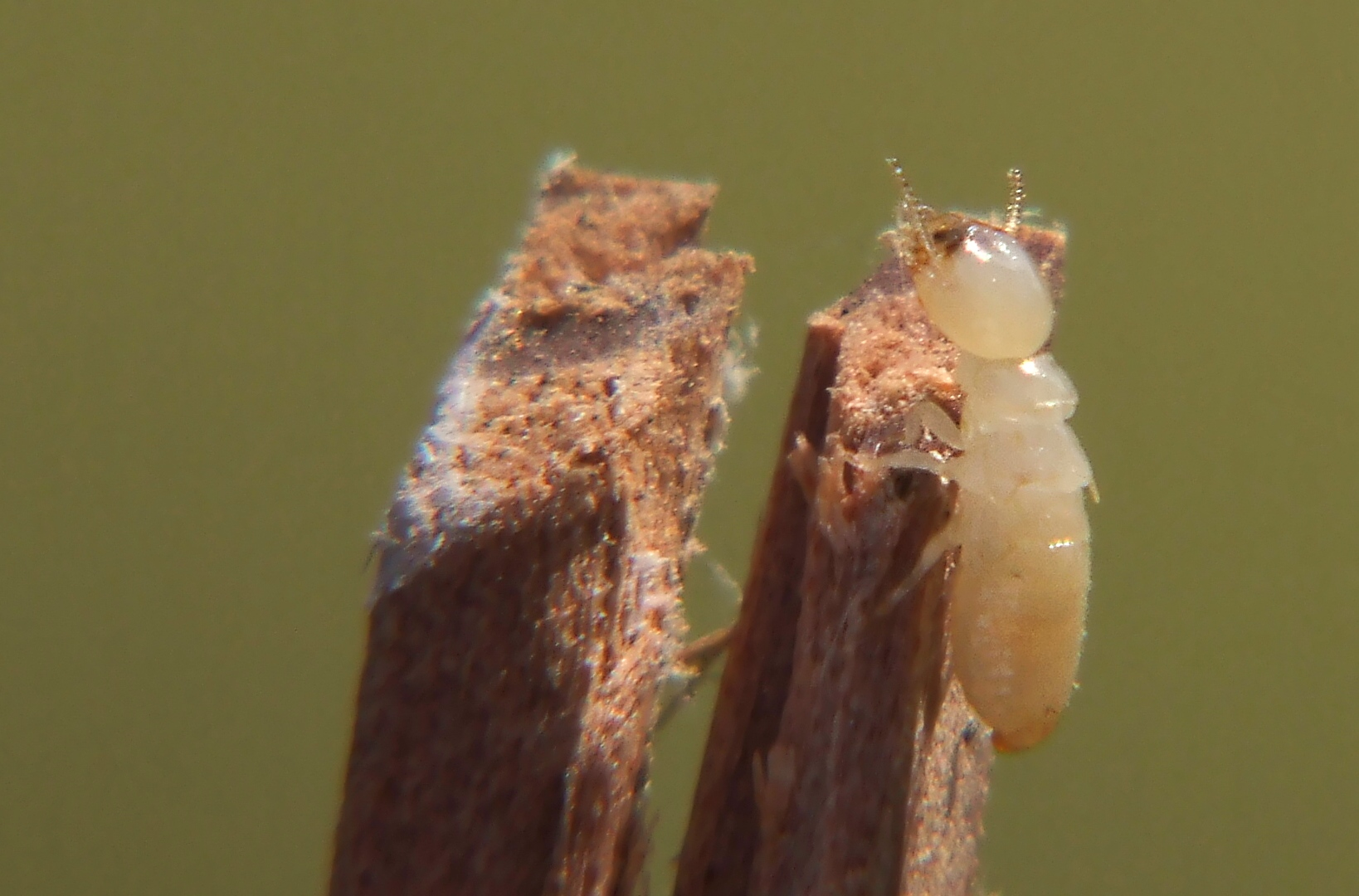
أرضة تأكل الخشب.

الحيوانات الخاشبة أو آكلات الأخشاب أو خاشِبَات أو اختشاب أو آکلٌ للخشب (بالإنجليزية: Xylophagy)‏، هو مصطلح في علم البيئة يصف الحيوانات العاشبة التي تتغذى في المقام الأول على الأخشاب. المصطلح الإنجليزي مُستمد من اليونانية حيث (xulophagos) تعني «أكل الخشب»، و (xulon) تعني «الخشب» و (phagein) تعني «تناول الطعام»، وهو اسم يوناني قديم لنوع من الطيور آكلة الدود.
بعضها الأنواع تسكن الأخشاب وتشكل جزءاً كبيراً من ثراء الأنواع في الغابات، وتساعد في تحقيق وظيفة رئيسية في النظام البيئي من خلال تحلل الخشب وإعادة تدوير المغذيات الخشبية.

## الحشرات الخاشبة
معظم الخواشب هي من المفصليات والحشرات من أنواع مختلفة، والتي لها سلوك شائع جداً، العديد من الحشرات الخاشبة لها بروتوزوا تكافلية أو بكتيريا أو كلاهما في الجهاز الهضمي التي تساعد في هضم السليلوز. والبعض الآخر تمتلك سيلولاز خاصة بهم. والبعض الآخر، وخاصة بين المجموعات التي تتغذى على الخشب المتدهور، يستمد الكثير من غذائه من هضم مختلف الفطريات التي تنمو وسط ألياف الخشب. هذه الحشرات غالباً ما تحمل جراثيم الفطريات في هياكل خاصة على أجسادهم (تسمى «ميكانجيا»).

## أمثلة
- خنافس اللحاء والأمبروزية
- القندس
- النكاشيات
- المحظاريات
- سمكة القط [الإنجليزية]
- دودة السفن
- أرضة
- قمل الخشب
- العديد من أنواع الخنافس.